# Котани, Кинъя
Кинъя Котани (яп. コタニ キンヤ、小谷 欣矢 Котани Кинъя, 16 июля 1979) — японский поп-певец и актёр. Его песни являются главными темами известнейших аниме, таких, как Tsubasa: Reservoir Chronicle и Gravitation. Всемирную славу ему принесло аниме Gravitation, где его песни были взяты за основу.
В аниме «Гравитация» певец озвучивал солиста «Неудачников», Сюити Синдо. Многие ошибаются, говоря, что он — сэйю, но везде, где поёт Синдо, голос Котани остаётся на втором плане. Это проявилось в таких песнях, как: 'Rage Beat', 'Blind Game Again', 'Smashing Blue' и многих других. Другая ошибка: многие считают, что все песни были специально написаны для аниме «Гравитация». На самом деле эти песни уже существовали задолго до появления самого аниме.
Раньше Кинъя участвовал в бэнде «Безумные солдаты» («Mad Soldiers»). Они выпустили свой первый альбом «Фабрика безумцев» («Mads Laboratory»). После этого Кинъя стал соло-певцом. Но «Безумные солдаты» даже после ухода главного певца оказывают поддержку Кинъя на концертах в виде музыкального сопровождения и подпевки.
Кинъя не только певец, но и актёр. Он сыграл Нагасэ Кэндзи в японской драме «Любовная история», которая была показана с 15 апреля до 24 июня 2001 года в Японии.
Ходят слухи, что Кинъя снова хочет объединиться с Дайсукэ Асакурой. Что точно они собираются сделать, пока не известно.

## Выпуски

### Синглы
- Kounetsu Blood 6 января, 2000 ARDJ 5096
- Jounetsu Ballad 3 мая, 2000 ARCJ 139
- Sweet Sweet Samba 19 июля, 2000 ARCJ 145
- Easy Action 6 декабря, 2000 ARCJ 158
- No! Virtual 28 февраля, 2001 ARCJ 166
- Love Stuff 23 мая, 2001 ARDJ 5099
- Blaze 22 июня, 2005 YRCN-10092
- aerial 17 августа, 2005 YRCN-10108
- It’s 24 мая, 2006 YRCN-10138
- BEST POSITION!!! 26 января, 2008 RPG-00000

### Альбомы
- Mad Soldier’s Laboratory 21 октября, 1999 ARCJ 114
- History P-20 7 июня, 2000 ARCJ 137
- WHAT? xxPHYSICALxx 4 июля, 2001 ARCJ-171
- Mikazuki (三日月) 30 августа, 2006 YRCN-11084

### DVDs
- LIVE physical small club circuit 2001 1 июля, 2002 ESBL-9038
- Live physical "ex. — 0126. 2000 to 2002 19 июня, 2002 ESBL-9011
- Kinya ga yuku! Daihyakka 1 июля, 2002 ESBL-9039
- Kinya ga kuru!? Daihyakka 1 июля, 2002 ESBL-9040

### Книги
- «Aka» Kotani Kinya Artist Book 1 октябрь, 2000 ISBN 4-87279-049-9
- «Ao» Kotani Kinya Artist Book 2 ноября, 2000 ISBN 4-87279-051-0
- «Kiiro» Kotani Kinya Artist Book 3 январь, 2001 ISBN 4-87279-059-6

### Аниме
- Spicy Marmalade 23 июля, 1999 ARDJ 5092
- Gravitation 22 сентября, 1999 ARCJ 106
- Gravitation TV-Tracks 20 декабря, 2000 ARCJ-161
- Tsubasa Chronicle — Original Soundtrack — Future Soundscape I 6 июня, 2005 VICL-61661
- Tsubasa Chronicle — Original Soundtrack — Future Soundscape III 5 июля, 2006 VICL-61966
- Tsubasa Chronicle Best Vocal Collection 20 декабря, 2006 VICL-62166